# Rajk András
Rajk András (Nagysurány, 1920. február 26. – Budapest, 2002. július 1.) magyar kritikus, újságíró.

## Életpályája
Kezdetben Vándor Sándor kórusában énekelt, de később volt borfiú, kelmefestő tanonc, betűszedő segéd is. 1938-tól a KMP tagja volt. A második világháború idején partizán volt. 1945–1946-ban a debreceni Néplap munkatársa volt. 1946–1948 között a Szabadság című napilapnál dolgozott. 1947–1950 között a Bányamunkás újságírója volt. 1950–1983 között a Népszava munkatársa volt. 
1962-ben végzett a Marxizmus–Leninizmus Esti Egyetem esztétika–filozófia szakán. 1983–1989 között az Új Tükörnél tevékenykedett. 1990-től leggyakrabban a Közművelésben, a Szabadságban, a Táncművészetben, a Hírnökben, a Népszavában, a Népszabadságban és a Magyar Hírlapban publikált.

## Művei
- Kényelmetlen páholy (kritikagyűjtemény, 1972)
- Hogy volt?! Hogy volt?! (művészpályák, 1979)
- Melis György (portré, 1984)
- Öreg gavallér (tv-játék Harangozó Gyuláról, 1990)
- Böbe (Házy Erzsébet-portré, 1995)

## Díjai, elismerései
- Munka Érdemrend (1963)[1]
- Rózsa Ferenc-díj (1978)
- Aranytoll (1991)